# وسائل الاتصال الخدمية
يتم تصميم تقنيات وسائل الاتصال الخدمية (SOC) لاستخدامها بسهولة في سياق التصميمات الموجهة للخدمات. وعادةً ما تكون هذه التقنيات برامج تعتمد على تطبيقات إدارة الأعمال أكثر من الاعتماد على نظام اتصالات إدارة الأعمال التقليدي المتمثل في شبكة التليفونات الخاصة (PBX). وتتيح أنظمة الاتصال الموجهة للخدمات إمكانية مشاركة خدماتها في عمليات إدارة الأعمال. وهي توفر خدماتها لتطبيقات إدارة الأعمال الأخرى والبنية الخدمية (SOA)، وتسمح بإعادة استخدام الخدمات.
إن الغرض من وسائل الاتصال الموجهة للخدمات هو تمكين بيئات العمل من إقامة اتصالات بين عملياتها لإدارة الأعمال، وتيسير التعاون بين الأشخاص في محيط دائرة العمل. ومن المفروض أن يتم عادة توفير خدمات معينة في سياق مزود خدمة البنية الخدمية (SOA). وهذا يكون في كثير من الأحيان في شكل مجموعة من خدمات الويب، لكن يمكن أيضًا أن تتصل بوسائل أخرى لتبادل الخدمات مثل ناقل خدمات المشاريع (ESB).
عادةً ما يتم تزويد جزء من وسائل اتصال مشروع وسائل الاتصال الخدمية
بأنظمة PBX المغلقة والمستقلة. إن الأنظمة، التي تم تركيبها في غرف الهواتف المنفصلة أو صناديق الأسلاك أو البنية التحتية للأسلاك التي تعمل بطرق مختلفة معروفة فقط من قبل مدير الاتصالات، تعمل بشكل مستقل عن كل جوانب الأعمال الأخرى.
وتكتشف نظم تشغيل الشبكات البينية الخبيرة في مجال الأعمال طرقًا يمكن من خلالها استغلال تقنية المعلومات لتحسين كفاءة المشروع وإنتاجيته. وأثناء الممارسة العملية، تبني نظم تشغيل الشبكات البينية مفاهيم البنية الموجهة للخدمات، وإعادة التفكير مجددًا في طرق أنظمة إدارة الأعمال المختلفة المستخدمة في المشاريع التي يمكن أن يتم تصميمها للسماح لكل نظام بالتأثير في مزايا أي نظام آخر.
وقد وفر تطوير تقنية خدمات الويب إطارًا حقيقيًا للسماح لأي نظام بالتأثير في الخدمات الأخرى وفقًا لمبادئ البنية الخدمية. ويمكن لأنظمة العمل المعقدة بالعمل معًا لتقديم حلول متخصصة للغاية للمستخدمين النهائيين. وبشكل متزايد، تتكيف التطبيقات مع الاحتياجات المخصصة للمستخدمين، بدلاً من إجبار المستخدمين على التكيف مع الوظائف المتاحة للتطبيقات.

## تقنية خدمات الويب
بينما عمل الإنترنت على تنمية منتديات تبادل المعلومات في السوق الإلكترونية للأعمال، تطورت التقنية المتاحة في أجهزة الحاسوب للتعامل مع بعضها البعض بسهولة. ومن خلال جذور الإنترنت، تم إنتاج تقنية خدمات الويب.
إن الغرض العام من خدمات الويب هو إنشاء عناصر منطق العمل والخدمات التي يمكن استخدامها بسهولة شديدة من قبل الشركات الأخرى. وتخفي الخدمات نفسها تعقيد منطق أعمالها عن المستهلكين من خلال الواجهات البسيطة التي تسمح بإعادة استخدام الخدمات في العديد من التطبيقات المختلفة. ويتم وصف الخدمة والمستهلك بالاقتران المرتخي، وهو نهج يسمح بتطوير الحلول المعقدة المركبة من خلال الاستفادة من خدمات شبكات الويب المتعددة.
هناك عدد من العناصر الرئيسية لتقنية خدمات الويب...
- إكس إم إل "XML" (لغة الرقم القابلة للامتداد) وهي اللغة الأساسية لتقنية خدمات الويب. وتوفر وسيلة محايدة لوصف البيانات الملحقة بأي برنامج تشغيل للخدمة.
- SOAP (البروتوكول البسيط للوصول إلى الكائنات) هو الوسيلة المفضلة لاستدعاء خدمات الويب. يُكتب البروتوكول ذاته بلغة XML.
- WSDL (لغة وصف خدمات الويب) هي مواصفات الواجهة التي تعرض فيها خدمة الويب للمستهلكين. وتصف مجموعة من العمليات التي تتيح الخدمة. WSDL مكتوبة أيضًا بلغة XML.

مزايا خدمات الويب
- الاقتران المرتخي - تعمل الدرجة العالية من التجريد القائمة بين التنفيذ واستهلاك الخدمة على تحرير عملاء خدمة الويب ومزودي خدمات الويب من الاحتياج إلى أي معرفة من مدخلات ومخرجات الجوانب الأخرى
- محايد المنصة - يمكن أن يتم توفير أو استدعاء خدمات الويب في معظم المنصات اليوم إن لم يكن أغلبها، حتى المنصات القديمة
- محايد في لغة التطوير - يتم تطوير خدمات الويب باستخدام لغات C/C++ وC# وjava (جافا) وفيجوال بيسك (Visual Basic) وبايثون (Python) وغيرها من اللغات
- المعايير محايدة البنية - أي أنها لا تفرض العميل-الملقم أو الند للند أو أي نموذج آخر، على الرغم من دفع مسائل التنفيذ العملي للمطورين حاليًا نحو نموذج العميل-الملقم
- تعتمد خدمات الويب على المعايير القائمة - المعايير الموجودة بالفعل لتطبيقات خادم الويب التقليدية، بما في ذلك HTTP والمقابس الآمنة والمصادقة
- خفيفة الوزن نسبيًا - وبذلك يمكن نشرها بسهولة على الأجهزة صغيرة الحجم مثل المساعدات الشخصية الرقمية (PDAs) والهواتف الذكية.